# Ensalada de cangrejo

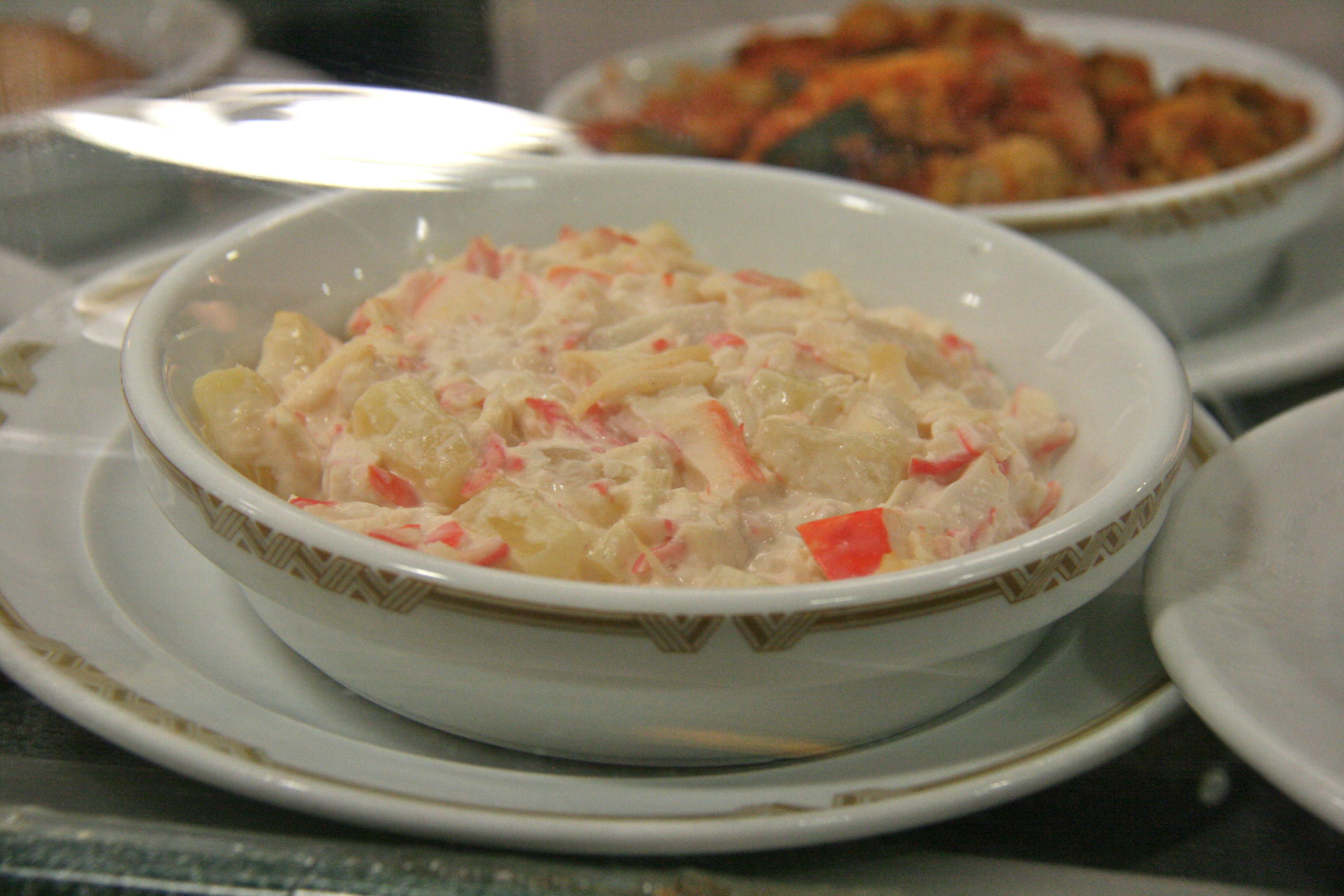
Ensalada de cangrejo

La ensalda de cangrejo es una ensalada de mahonesa con un surimi especial que se denomina palitos de cangrejo (sucedáneo de carne de cangrejo). Esta ensalada suele tener una consistencia de pasta, por esta razón suele incluirse como una guarnición o plato de acompañamiento. Se suele emplear como relleno de sándwiches. Se sirve fría, o del tiempo. 

## Características
Se suele hacer la ensalada con el surimi denominado palito de cangrejo que se presenta en forma de cilindros. En las recetas clásicas se empleaba directamente la carne del cangrejo. Estos cilindros se suelen cortar en pedazos para realizar esta ensalada. Se suelen emplear otros ingredientes como espárragos (generalmente de espárragos en conserva), aguacates. En algunos casos frutas como el kiwi. La apariencia pastosa final de la ensalada se adquiere de la mahonesa empleada en su elaboración, y que se mezcla bien con todos los ingredientes. 